# 유무 (중산왕)
중산왕 유무(中山王 劉茂, 5년 ~ ?)는 신나라의 인물이자 후한 초기의 제후왕으로, 후한의 종실이며 사수왕 유흡의 종부제다.
22년, 먼 조카뻘인 유인이 거병해 용릉병을 일으켰을 때 18세였는데(유인의 동생 유수보다도 10살이나 어리다), 스스로 유실직(劉失職)이라 일컫고 하남군의 경현(현 허난성 싱양시)과 밀현(현 허난성 신미시) 사이에서 거병했다. 이후 용릉병으로서 영천군과 여남군을 손에 넣고 10여만의 무리를 거느렸으며, 영천태수로 부임해 오는 현한의 잠팽을 쫓아냈다.
(당시 여남군은 예전에 유망이 장악하고 황제를 일컬었다가 유신에게 격파되었는데, 유신은 경시제에게서 여음왕에 봉해졌으나 강남을 평정하고 예장군에 웅거하였다. 유무는 용릉병이었고 현한에 적대적이었으므로 현한의 여음왕이 비운 여남군을 자의로 접수했을 것으로 추측된다.) 
유인의 동생 유수가 27년 후한을 세우고 현한을 공격해 하내에 이르자, 당시 신나라를 엽승한다는 의미로 엽신장군(厭新將軍)을 일컫고 있던 유무는 음력 7월에 유수에게 투항해 중산왕이 되었다. 40년, 종실 제후왕들을 모두 후작으로 격하하면서 양후(穰侯)가 되었다.

## 출전
범엽: 《후한서》 권1 광무제기·권14 종실사왕삼후열전제4 중 유흡·권17 풍잠가열전제7 중 잠팽